# Збуж
Збуж — село в складі Костопільської міської громади , у Рівненському районі Рівненської області, в Україні. Населення становить 414 осіб.

## Географія
Село розташоване на лівому березі річки Горинь.

## Символіка
Символи затверджені 28 листопада 2024 року рішенням Костопільської міської ради. Автори – А. Гречило та Ю. Терлецький.

### Герб
У щиті, розтятому на червоне і чорне поля, срібна голова тура із золотими рогами і червоними очима, між рогами - срібний розширений хрест; у срібній главі 3 червоні квадрати.
Срібна (на прапорі - біла) смуга означає поклади крейди, а три червоні квадрати - торфу. Голова тура відображає урочище Турія біля села. Розширений хрест свідчить про релігійність місцевих мешканців і приналежність Збужа до Рівненщини. Червоно-чорні барви символізують традиції боротьби за волю і незалежність. Щит увінчано золотою сільською короною з колосків, що вказує на статус села.

### Прапор
Квадратне полотнище, з верхнього краю йде біла смуга завширшки в 1/5 сторони прапора, на якій три червоні квадрати; у нижній частині, розділеній вертикально на два рівновеликі поля - червоне (від древка) і чорне, сіра голова тура з жовтими рогами та червоними очима, між рогами - білий розширений хрест.

## Населення
За переписом населення 2001 року в селі мешкали 404 особи.

### Мова
Розподіл населення за рідною мовою за даними перепису 2001 року:
| Мова       | Відсоток |
| ---------- | -------- |
| українська | 99,52 %  |
| російська  | 0,48 %   |

## Історія
Село Збуж під назвою Збуга, як власність дворянина Петра Турчиновича згадується в акті від 1545 року, у списку Луцького замку в числі городень якого згадується і городня пана Турчиновича із «Сбуга». Народні перекази стверджують, що люди, які жили за Бугом, рятуючись від татар і турків, тікали на схід. Одна група таких втікачів облюбували місце, оселилася на підвищеному лівому березі річки Горинь. Від переселення із-за Буга поселення назвали Збуж. В селі є дерев'яна церква, орієнтований час будівництва якої початок XVIII століття.
У 1906 році село Стидинської волості Рівненського повіту Волинської губернії. Відстань від повітового міста 51 верст, від волості 12. Дворів 72, мешканців 505.